# Carcelia gentilis
Carcelia gentilis là một loài ruồi trong họ Tachinidae.